# 長島義明
長島 義明（ながしま よしあき、1942年5月12日 - ）は、日本の芸術写真家。
大阪市生まれ。日本写真専門学校（現日本写真映像専門学校）卒業。作品は海外で撮影されたものが多く、対象は人物や自然、日常風景や民族文化など多岐に渡る。アメリカ芸術雑誌協会最優秀賞受賞。文化庁芸術家在外研修員の会会員。

## 来歴
- 1942年 大阪府大阪市に生まれる。
- 1963年 日本写真専門学校卒業。
- 1977年 アフガニスタン各地を重点的に撮影。
- 1984年 初の個展「人間の旅」をペンタックスフォーラム（麻布）で行う。
- 1985年 アメリカ芸術雑誌協会最優秀賞を受賞。
- 1987年 文化庁より芸術家在外研修員としてパリに派遣。
- 1993年 キューバ政府の招待により、キューバ各地を撮影。
- 1995年 写真展「阪神大震災」を国内他、ニューヨーク、イラン等 各地で行う。
- 2000年 中国政府の招待により「世界の写真家50人が撮影する北京」に参加。
- 2001年 写真展「平和だった頃のアフガニスタン」を日本各地で行う。
- 2003年 写真展「38度線を越えて －北朝鮮－」を大阪、東京、京都で開催。
- 2006年 国連60周年記念イベント「国際平和映画祭」の特別招待作家として写真展を開催、講演を行う。
- 2009年 写真展「アフガンからの風」を大阪で開催。

## 著作
- 『One World One People』
- 『One World One Child』
- 『世界の子供達』
- 『ヨーロッパの城』
- 『ベニス幻想』
- 『阪神大震災』
- 『アフガンからの風』 他

## 個展
- 『平和だった頃のアフガニスタン』
- 『38度線を越えて-北朝鮮-』
- 『キューバ』
- 『アメリカの大地』
- 『パリ』
- 『阪神大震災』
- 『アフガンからの風』　他